# Pyrilia
Pyrilia là một chi chim trong họ Psittacidae.